# Adrien Favre
Adrien Favre-Bulle (* 14. Mai 1905 in La Chaux-de-Fonds; † 25. Januar 1992 ebenda; heimatberechtigt in Le Locle) war ein Schweizer Politiker (FDP).

## Leben
Favre absolvierte die Handelsschule in La Chaux-de-Fonds und schloss 1925 mit dem Lizenziat in Wirtschaftswissenschaften an der Universität Neuenburg ab. Danach war er als Wirtschaftsprüfer in La Chaux-de-Fonds, ständiger Sekretär und von 1932 bis 1945 Leiter der Lehrgänge des Schweizer Kaufmännischen Verbandes, dann Vizepräsident des Verbandes. Von 1945 bis 1948 arbeitete er als Kaufmännischer Leiter der Uhrengehäusefabrik Junod & Cie.
Für die freisinnige Partei sass Favre von 1948 bis 1968 im Gemeinderat von La Chaux-de-Fonds. Zudem war er von 1949 bis 1969 im Neuenburger Grossrat, den er 1958 präsentierte. Bei den Schweizer Parlamentswahlen 1955 wurde er in den Nationalrat gewählt, dem er bis 1971 angehörte.